# 1990 في بلجيكا
فيما يلي قوائم الأحداث التي وقعت خلال عام 1990 في بلجيكا.

## رياضة
- 7 يوليو – جائزة بلجيكا الكبرى للدراجات النارية 1990
- 26 أغسطس – جائزة بلجيكا الكبرى 1990 الفائز آيرتون سينا.

## ظهور
- 1 يناير – غشية
- 1 يناير – يورودانس

## مواليد

### يناير
- 2 يناير – إبتسام بوحرات لاعبة كرة قدم بلجيكية.

### فبراير
- 25 فبراير – كوينتين سيرون لاعب كرة سلة بلجيكي.

### مارس
- 14 مارس – جولين ديهور متسابقة دراجات بلجيكية.

### أبريل
- 19 أبريل – توم فان أسبروك درّاج طريق بلجيكي.
- 20 أبريل – سفيان بيضاوي لاعب كرة قدم مغربي.

### مايو
- 15 مايو – ستيلا ماكسويل

### يوليو
- 26 يوليو – جان سالومو لاعب كرة سلة بلجيكي.

### أغسطس
- 21 أغسطس – عمر القدوري لاعب كرة قدم.

### سبتمبر
- 16 سبتمبر – أوليفر ناسن درّاج طريق بلجيكي.
- 26 سبتمبر – جيد فوريت

### أكتوبر
- 16 أكتوبر – سام بينيت دراج أيرلندي.

### نوفمبر
- 28 نوفمبر – ديدريك بوياتا لاعب كرة قدم بلجيكي.

### ديسمبر
- 7 ديسمبر – ديفيد جوفان لاعب كرة مضرب بلجيكي.